# Fernand Larnaude
Fernand Larnaude, född 1853, död 1942, var en fransk jurist.
Larnaude blev 1893 titulärprofessor i allmän statsrätt vid Sorbonne. Han deltog i utarbetandet av ett flertal traktater och liknande, bland annat Nationernas förbunds akt, Ålandstraktaten, med flera, liksom i utarbetandet av Code civil. 1894-1904 var han redaktör för Revue du droit public et de la science politique.